# Hans Sølling
Hans Adolf Sølling (ur. 19 kwietnia 1879 w Skanii, zm. 5 listopada 1945) – duński neurochirurg szwedzkiego pochodzenia, pionier neurochirurgii w Danii. Uczęszczał do szkoły w Randers, studiował w Kopenhadze. Jego nauczycielami byli Christian Bohr, Hans Christian Gram, i anatom Jens Chievitz. Tytuł doktora medycyny otrzymał w czerwcu 1905 roku. Praktykował w Horsens. Jako pierwszy w Danii leczył chirurgicznie neuralgię trójdzielną, padaczkę, urazy czaszkowo-mózgowe, guzy mózgu, neuralgię językowo-gardłową i przepukliny oponowo-rdzeniowe. 